# Amine El Kass
Amine El Kass est un footballeur marocain né le 24 juillet 1988 à Errachidia. C'est un milieu de terrain qui évolue à la Renaissance sportive de Berkane.

## Palmarès

### En club
RS Berkane
- Coupe du Maroc (1) :
  - Vainqueur : 2018.

- Coupe de la confédération (1) :
  - Vainqueur : 2019-20
  - Finaliste : 2018-19.